# Wellingsson de Souza
Wellingsson de Souza (tiếng Trung: 蘇沙; sinh ngày 7 tháng 9 năm 1989) còn được biết với tên Wellingsson hay Souza, là một cầu thủ bóng đá Brasil hiện tại thi đấu cho câu lạc bộ tại Giải bóng đá ngoại hạng Hồng Kông Southern.

## Sự nghiệp bóng đá

### Sự nghiệp ban đầu
Wellingsson từng thi đấu cho một số đội trẻ ở Campeonato Brasileiro Série A, như Associação Atlética Ponte Preta, Sport Club Corinthians Paulista và Associação Desportiva São Caetano.

### South China
Khi Souza 20 tuổi, nhà vô địch Hồng Kông League là South China ký hợp đồng với anh, với hi vọng anh sẽ đại diện đội tuyển Hồng Kông sau 7 năm.
Ban đầu Souza thi đấu ở đội dự bị South China. Anh có trận ra mắt đội một trước Sun Hei ngày 2 tháng 2 năm 2010 khi thay cho Kwok Kin Pong ở phút 86.
Ngày 7 tháng 3 năm 2010, trong trận đấu với Fourway Rangers, Souza thay cho Hinson Leung ở phút 69 và ghi bàn phút 88. Đó là bàn thắng đầu tiên của Wellingsson de Souza tại Giải bóng đá hạng nhất quốc gia Hồng Kông, và giúp South China có chiến thắng 5-2.
Trong mùa hè năm 2011, anh gia nhập Partizan để thử việc thi đấu 4 trận giao hữu với đội chính, nhưng anh trở lại trại huấn luyện của South China tại Hàn Quốc.
Ngày 10 tháng 4 năm 2012, anh kết thúc hợp đồng với South China.

### Yuen Long
Ngày 17 tháng 6 năm 2013, Wellingsson gia nhập câu lạc bộ mới lên hạng tại Giải hạng nhất Hồng Kông Yuen Long theo dạng tự do sau khi không thi đấu 1 năm. Ngày 31 tháng 8 năm 2013, Souza ghi cú đúp cho Yuen Long; trận đấu kết thúc với tỉ số 2-2.

## Danh hiệu
South China
- Giải bóng đá hạng nhất quốc gia Hồng Kông: 2009–10
- Hồng Kông Senior Challenge Shield: 2009–10